# IC 2598
IC 2598 ist eine Spiralgalaxie vom Hubble-Typ Sa im Sternbild Kleiner Löwe am Nordsternhimmel. Sie ist schätzungsweise 259 Millionen Lichtjahre von der Milchstraße entfernt und hat einen Durchmesser von etwa 30.000 Lichtjahren.
Im selben Himmelsareal befindet sich u. a. die Galaxie IC 2590.
Entdeckt wurde das Objekt am 28. Mai 1903 von Stéphane Javelle.